# 소 마웅
소 마웅(버마어: စောမောင်, 1928년 12월 5일 ~ 1997년 7월 24일)은 1988년부터 1992년까지 미얀마의 국가평화발전평의회 의장과 버마의 제7대 총리를 역임한 버마군의 장군이자 정치인이다. 이에 앞서 그는 미얀마 육군 5성 장군이자 제8대 미얀마 군 총사령관이었다.

## SLORC 의장
1988년 9월 18일 새 SLORC 의장을 맡아 BSPP를 대체하고 다당제 선거를 곧 실시하기로 약속했다. 그는 자신이 승리하는 정당에 권력을 넘겨주고 군대를 막사로 돌려보내겠다고 공개적으로 말했다. 그의 말로 그들은 "옳은 존재"였다. 이는 군부의 강경파와 네 윈의 충신들에게는 너무 과한 것으로 판명되었다. SLORC는 1990년에 자유 선거를 실시했다. 1990년 총선은 아웅산수찌가 이끄는 민족민주연맹(NLD)이 승리했지만, SLORC는 소 마웅의 권위가 훼손되는 명백한 징후로 결과에 승복하지 않았다.
소 마웅은 1992년 4월 SLORC의 회장직을 사임했다. 군사정권에 따르면 이것은 건강상의 이유였다. 그러나 이는 소 마웅이 진정되고 고립되어 조용히 권좌에서 물러난 결과로서, 소 마웅은 실제로 신경쇠약에 걸려 11세기 전사왕의 환생이라고 믿었다는 사실이 널리 보도되었다. 이것은 사실 그의 후계자 탄 슈웨 장군과 다른 강경파들이 그의 인수를 정당화하고 그의 지배권을 강화하기 위한 음모였다. 일각에서는 소 마웅이 아웅산수찌 여사의 민족민주연맹에 권력을 넘겨주기로 한 결정은 네 윈의 동의를 받은 다른 장군들에게 너무 지나치다고 생각한다.
소 마웅은 1997년 7월 24일 69세의 나이로 심장마비로 사망했다.

## 가족 및 개인 생활
그는 2004년 12월 25일 사망한 도 아이 이와 결혼했다. 그는 아들 둘과 딸 하나, 손자 셋 등 세 자녀가 뒤를 잇는다.
소 마웅도 골퍼였고 독실한 불교 신자였다.